# سوارکاری در المپیک تابستانی ۱۹۴۸
 سوارکاری در بازی‌های المپیک تابستانی ۱۹۴۸ شامل رشته های درساژ ، ایونتینگ و  پرش با اسب بود که در شهر لندن برگزار می‌شد.

## جدول مدال‌ها
| رتبه | کشور                      | طلا | نقره | برنز | مجموع |
| ۱    | فرانسه (FRA)              | ۲   | ۱    | ۱    | ۴     |
| ۱    | مکزیک (MEX)               | ۲   | ۱    | ۱    | ۴     |
| ۳    | ایالات متحده آمریکا (USA) | ۱   | ۲    | ۰    | ۳     |
| ۴    | سوئیس (SUI)               | ۱   | ۰    | ۰    | ۱     |
| ۵    | سوئد (SWE)                | ۰   | ۱    | ۲    | ۳     |
| ۶    | اسپانیا (ESP)             | ۰   | ۱    | ۰    | ۱     |
| ۷    | بریتانیای کبیر (GBR)      | ۰   | ۰    | ۱    | ۱     |
| ۷    | پرتغال (POR)              | ۰   | ۰    | ۱    | ۱     |